# شبيرمة (الدوادمي)
شبيرمة، هي قرية من فئة (أ) تقع في محافظة الدوادمي، والتابعة لمنطقة الرياض في السعودية. وتبعد شبيرمة عن محافظة الدوادمي بمسافة تقارب (110) كم.